# (10262) Samoilov
(10262) Samoilov est un astéroïde de la ceinture principale.

## Description
(10262) Samoilov est un astéroïde de la ceinture principale. Il fut découvert le 3 octobre 1975 à Nauchnyj par Lioudmila Tchernykh. Il présente une orbite caractérisée par un demi-grand axe de 2,62 UA, une excentricité de 0,18 et une inclinaison de 13,2° par rapport à l'écliptique.

## Compléments